# Bombieren
Als Bombieren bezeichnet man allgemein eine wölbende Verformung. Das Ergebnis wird bei zylindrischen Objekten wie Fässern auch als Balligkeit und in der Architektur als Bauchung bezeichnet. Bombiert wird überwiegend maschinell, aber auch in handwerklicher Freihandarbeit wie dem Treiben.

## Beispiele
Metallverarbeitung:
- Bei Blechen: wölbende Verformung zur Erhöhung der Steifigkeit. Ein alternatives Verfahren zur Stabilisierung von flächigen Blechen ist die Waffelprägung.
- Bei der Walzwerktechnik: Die gezielte fassartige, ballige Verdickung der Walzen zur Mitte hin, um die Durchbiegung der Walzen auszugleichen. Bei rein zylindrisch geformten Walzen führt deren Durchbiegung dazu, dass statt der Walze das gewalzte Werkstück eine mittige Verdickung erhält.
- Beim Abkanten bzw. Biegen (von Blechen etc.): Eine gezielte Wölbung der Biegewerkzeuge über ihre Länge, um die während des Biegevorgangs entstehende Verformung der Unter- oder Oberwange auszugleichen. Ohne einen solchen Ausgleich würde während des Biegens die Parallelität von Ober- und Unterwerkzeug nicht gewahrt, mit der Folge, dass der erzielte Biegewinkel über die Biegelinie hinweg variieren würde.
- Beim Blechtiefziehen: Eine – vor allem beim Tiefziehen flächiger Teile notwendige – Anpassung des Tiefziehwerkzeugs, so dass die Verformung des Bleches über das gewünschte Maß hinaus erfolgt, um das Rückfedern des Werkstückes auszugleichen. Die Bestimmung dieser Veränderung nach Art und Größe erfordert einen hohen Rechenaufwand.

Auch bei der Schmuckherstellung, bei verschiedenen Werkzeugen und bei optischen Linsen spricht man vom Bombieren.
Druckbehälter werden meist als Zylinder mit nach außen gewölbten Abschlusskappen gefertigt.
Bei kohlensäurehaltigen Getränkedosen ist der Boden nach innen bombiert, um die Druckstabilität zu erhöhen. Ein ebener Boden würde sich spätestens durch den Druckaufbau beim Schütteln nach außen wölben. Die Bombierung nach innen bewirkt auch einen sicheren Stand der Dosen.
Die Böden von Kochtöpfen und Bratpfannen sind leicht nach innen bombiert, denn der Temperaturgradient beim Wärmedurchgang, bei Drucktöpfen auch der Druck, führen zu einer Wölbung nach außen. Bei klassischen Elektroherden sollte der Boden im Betrieb für eine gute Wärmeübertragung möglichst flach sein.
Der Begriff wird auch in der Gürtelherstellung verwendet. Bombierte Gürtel bestehen aus einer Ober- und einer Unterschicht (Leder oder Kunstleder), zwischen die eine dritte Schicht aus anderem Material so eingearbeitet wird, dass die Oberschicht aufgewölbt bzw. erhaben wirkt.
Bei Eisen-, U- oder Straßenbahnen spricht man von Bombierung, wenn die Seitenwände eines Wagens oberhalb der Einstiegsschwelle nach außen gewölbt sind, um im Innenraum mehr Platz zu schaffen. Beispiele hierfür sind die BVG-Baureihe IK der Berliner U-Bahn oder die Wagen der 4. Generation (DSB SA und SE) der S-Bahn Kopenhagen.
Bei balligen Säulen nennt man die mittige Wölbung Entasis.